# Krebsmühle (Greiz)
Die Krebsmühle ist ein Weiler des Stadtteils Neumühle/Elster der Stadt Greiz im Landkreis Greiz in Thüringen.

## Lage
Die Siedlung liegt im Tal des Krebsbaches unweit dessen Mündung in die Weiße Elster. Die Grüne Eiche befindet sich direkt südlich, Kleinreinsdorf flussaufwärts im Osten. Die Greizer Innenstadt liegt ca. 7 Kilometer südlich. Der Ort ist in einem Ausläufer des Greiz-Werdauer Wald lokalisiert.

## Geschichte
Die Krebsmühle wurde zur Mitte des 16. Jahrhunderts erbaut und beinhaltete einen Landwirtschaftsbetrieb. In Betrieb war sie bis 1982, zuletzt wurde noch für einige Bauern Schrot gemahlen. 1996 wurde das Gebäude durch eine Gemeinschaft junger Öko-Bauern übernommen.
In unmittelbarer Nähe der Krebsmühle liegt weiterhin die Krellenschenke (auch Grellenschenke). Hier wurde bereits 1716 eine Gaststätte erwähnt. Das heute unter Denkmalschutz gestellte Gebäude wurde 1753 erbaut.
Ursprünglich gehörte das Gebiet zur Gemeinde Waltersdorf. Mit der Bildung der Gemeinde Neumühle/Elster am 1. Januar 1960 wurde die Mühle ein Ortsteil derselben. Am 31. Dezember 2019 wurde die Gemeinde Neumühle/Elster nach Greiz eingemeindet, wodurch auch die Krebsmühle nach Greiz kam.

## Verkehr
Der Krebsgrund mit der Krebsmühle wird von der L 1085 von Langenwetzendorf und der Bundesstraße 92 nach Teichwolframsdorf durchzogen. Die PRG Greiz bedient die Haltestelle Neumühle, Krebsmühle mit den Linien 20 und 21.